# 乗本村
乗本村（のりもとむら）は、愛知県八名郡にあった村。現在の新城市の一部にあたる。

## 地理
宇連川が寒狭川と合流する左岸に位置していた。

## 歴史
- 1889年（明治22年）10月1日、町村制の施行により、八名郡乗本村が単独で村制施行し、乗本村が発足[1][2]。大字は編成せず[2]。
- 1906年（明治39年）7月1日、八名郡日吉村と合併し、舟着村を新設して廃止された[1][2]。合併後、舟着村乗本となる[2]。

### 地名の由来
地内を流れる下の川が豊川を上下する舟の乗降地で、ノルモトが乗本に転訛したもの。

## 産業
- 農業[2]

## 教育
- 1872年（明治5年）乗本小学校開校[2]。